# Hugo Schulz (Mediziner)

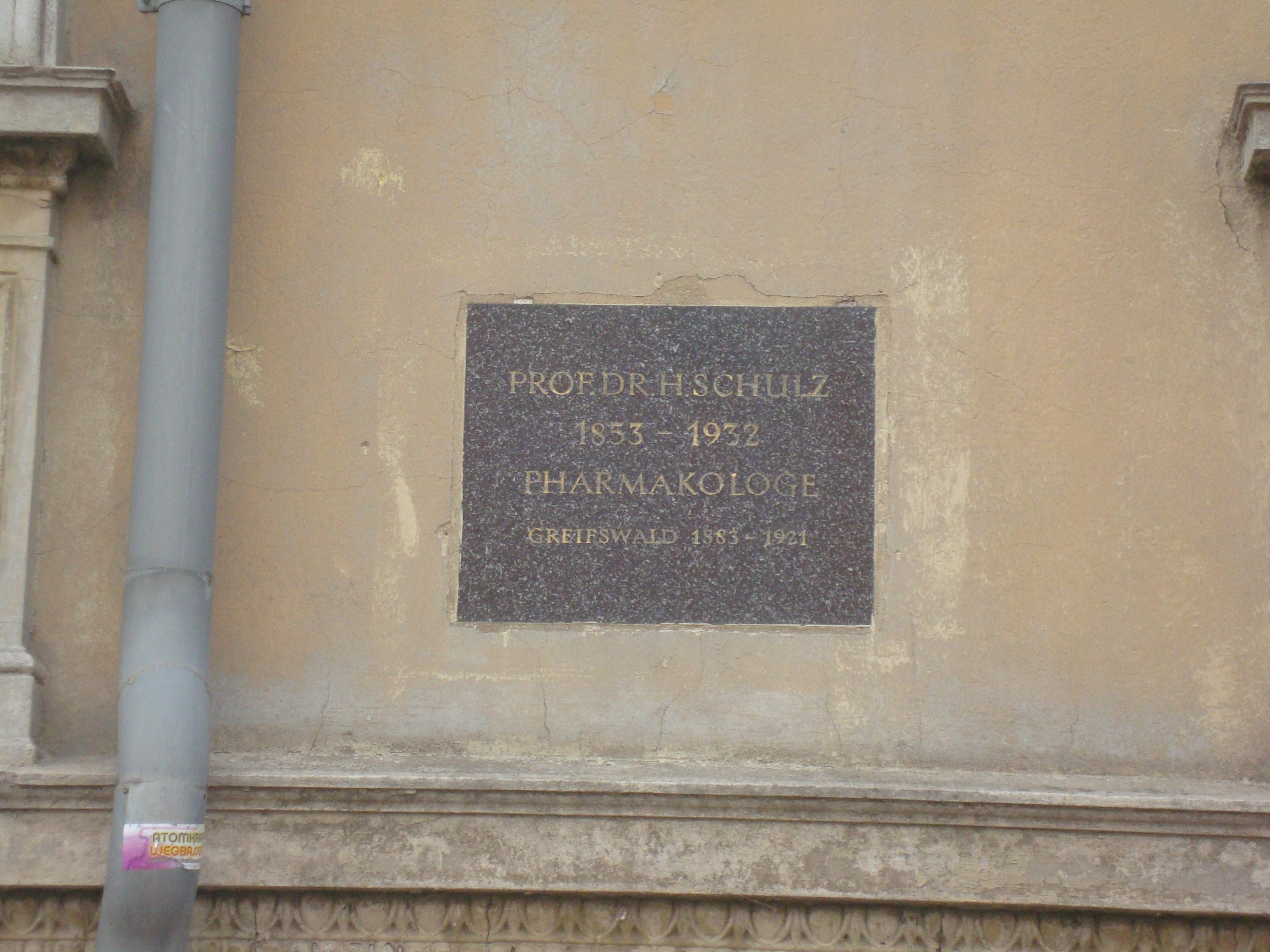
Gedenktafel für Hugo Schulz in Greifswald, Bahnhofstraße 51.

Hugo Paul Friedrich Schulz (* 6. August 1853 in Wesel; † 13. Juli 1932 in Berlin) war ein deutscher Pharmakologe und Geheimrat.

## Leben
Hugo Schulz, Sohn eines rheinländischen Juristen, stammte aus einer alten rheinischen Familie. Er studierte Medizin in Heidelberg und Bonn. In Bonn arbeitete er im Physiologischen Institut von Eduard Friedrich Wilhelm Pflüger (1829–1910). 1877 wurde er promoviert.
Schulz wurde 1882 Professor für Pharmakologie an der Universität Greifswald. Er arbeitete über das Phänomen der Hormesis. Zusammen mit Rudolf Arndt entwickelt er 1899 die Arndt-Schulz-Regel. Sein Nachfolger wurde 1921 Otto Riesser.
Hugo Schulz war seit 1892 Mitglied der Deutschen Akademie der Naturforscher Leopoldina. Sein Grab befindet sich auf dem Alten Friedhof in Greifswald.
Schulz war mit der Tochter von Friedrich Mosler, dem Geheimrat und ehemaligen Direktor der Klinik für Innere Medizin in Greifswald verheiratet. Seine Tochter Adeline (Ada) (* ca. 1885) heiratete am 3. Januar 1908 in Greifswald den Chirurgen Ferdinand Sauerbruch, der 1905 als Oberarzt nach Greifswald gekommen war und sich als junger Privatdozent dort mit Schulz befreundet und dabei auch Ada kennengelernt und sich mit ihr verlobt hat. Adeline Schulz, einziges Kind Schulz’, arbeitete in Greifswald wissenschaftlich mit ihrem Vater.

## Schriften (Auswahl)
- Die officinellen Pflanzen und Pflanzenpräparate. Zum Gebrauch für Studirende und Ärzte übersichtlich zusammengestellt. Bergmann, Wiesbaden 1885, (Digitalisierte Ausgabe der Universitäts- und Landesbibliothek Düsseldorf).
- Pharmakotherapie. In: Albert Eulenberg, Simon Samuel (Hrsg.): Lehrbuch der allgemeinen Therapie und der therapeutischen Methodik. Band 1. Urban & Schwarzenberg, Wien u. a. 1898, S. 521–640, (Digitalisat).
- Vorlesungen über Wirkung und Anwendung der Unorganischen Arzneistoffe für Ärzte und Studierende. Georg Thieme, Leipzig 1907 (Digitalisat), 3. Auflage, Haug, Berlin 1939 (Digitalisat).
- Vorlesungen über Wirkung und Anwendung der deutschen Arzneipflanzen. Georg Thieme, Leipzig 1919, 2. erweiterte Auflage 1929.
- als Übersetzer: Äbtissin Hildegard von Bingen, Ursachen und Behandlung der Krankheiten (Causae et curae)., übersetzt von Prof. Dr. med. Hugo Schulz (Universität Greifswald), Verlag der Aerztliche Rundschau Otto Gmelin, München 1933 [Ausg.] 1932 (235 S., Hardcover); Mit einem Geleitwort von Ferdinand Sauerbruch zur posthumen Ausgabe der letzten Arbeit von Hugo Schulz, Karl F. Haug Verlag Ulm/Donau 1955 (1. Auflage; 373 S.), Haug Verlag Heidelberg 1980 (3. Auflage), 1982 (3. Auflage), 1983 (4. Auflage), 1985 (5. Auflage), 1987 (Nachdruck; 373 S.), 1990 (6. ergänzte Auflage), 1992 (7. Auflage).
- Beiträge zu Albert Eulenburgs Real-Encyclopädie der gesammten Heilkunde. Erste Auflage.
  - Band 3 (1880) (Digitalisat), S. 343–350: Coffeinum; S. 350–353: Colchicin; S. 428–432: Coniin, Coniinum; S. 545–552: Curare
  - Band 4 (1880) (Digitalisat), S. 145–156: Digitalis, Digitalin
  - Band 6 (1881) (Digitalisat), S. 702–705: Hyoscyamin
  - Band 11 (1882) (Digitalisat), S. 278–303: Quecksilber
  - Band 12 (1882) (Digitalisat), S. 567–572: Solanin
  - Band 13 (1883) (Digitalisat), S. 509: Theïnum; S. 509–511: Theobromin
  - Band 15 (1883) (Digitalisat), S. 188 (Nachträge): Hydrargyrum formadidatum; S. 188–189 (Nachträge): Hyoscinum; S. 236 (Nachträge): Quecksilber